# Plaza Azueta
La Plaza Azueta, sitio histórico de la ciudad de Agua Prieta, México, fue inaugurada en el año de 1912 por el Ayuntamiento del municipio de Fronteras cuando la localidad aún era una comisaría, y estaba a cargo de Plutarco Elías Calles, quién años después se convertiría en presidente de México. Su nombre es en honor al guerrerense el Teniente Luis Felipe José Azueta Abad. Es la plaza más antigua de la ciudad y ha sido testigo de varios sucesos históricos, por lo que fue nombrada por Instituto Nacional de Antropología e Historia (INAH) como Conjunto arquitectónico para su preservación.

## Sucesos históricos
- Ataque en Agua Prieta: en noviembre de 1915 se dio un ataque entre los defensores dirigidos por Plutarco Elías Calles y Álvaro Obregón contra los atacantes invasores comandados por Francisco Villa, la plaza se utilizó para recepción y como punto de reunión de los defensores, así como cuartel provisional.[4]

- Revolución de Agua Prieta: Fue el último movimiento armado que presenció tanto la plaza como la ciudad en general en el siglo XX, encabezado por Álvaro Obregón y Plutarco Elías Calles contra Venustiano Carranza en 1920, en ese marco aquí Elías Calles manifestó públicamente el Plan de Agua Prieta.[5][6]

- Ejecución de asaltantes: el 16 de diciembre de 1918 fueron ahorcados por orden del gobernador de Sonora, Elías Calles, algunos ladrones que el día 6 de ese mismo mes habían robado la Diligencia de la Aduana de la ciudad. Durante la captura de éstos, murió el político Carlos Caturegli, exalcalde de Hermosillo (1916-1917), por el Partido Liberal Mexicano.[7]